# Ramularia lamii
Ramularia lamii är en svampart som beskrevs av Fuckel 1870. Ramularia lamii ingår i släktet Ramularia och familjen Mycosphaerellaceae.  Utöver nominatformen finns också underarten minor.